# スポーツのプロリーグ一覧
スポーツのプロリーグ一覧（スポーツのプロリーグいちらん）は、競技別にまとめたスポーツのプロリーグの一覧。 

## アイスホッケー
- NHL（アメリカ合衆国、カナダ）
- KHL（ロシア、ベラルーシ、カザフスタン、中国）
- エクストラリーグ（チェコ）
- エリテセリエン（スウェーデン）
- SMリーガ（フィンランド）
- ドイツ・アイスホッケーリーガ（ドイツ）
- ICEホッケーリーグ（オーストリア、イタリア、ハンガリー、スロベニア）
- ナショナルリーグA（スイス）
- アジアリーグアイスホッケー（日本、韓国）
- IJリーグ (日本)

## アメリカンフットボール
- NFL（アメリカ合衆国）
- ジャーマン・フットボール・リーグ（ドイツ）

## クリケット
- インディアン・プレミアリーグ（インド）
- 女子プレミアリーグ（インド）
- ビッグ・バッシュ・リーグ（オーストラリア）
- トゥエンティ20カップ（イングランド・ウェールズ）
- メジャーリーグクリケット（アメリカ合衆国）
- パキスタン・スーパーリーグ（パキスタン）
- カリビアン・プレミアリーグ（西インド諸島）
- バングラデシュ・プレミアリーグ（バングラデシュ）
- アフガニスタン・プレミアリーグ（アフガニスタン）
- グローバルT20カナダ（英語版）（カナダ）
- ラムスラム・T20・チャレンジ（英語版）（南アフリカ）
- ネパールT20リーグ（英語版）（ネパール）
- ランカ・プレミアリーグ（英語版）（スリランカ）
- ダッチトゥエンティ20カップ（英語版）（オランダ）
- インターナショナルリーグT20（英語版）（アラブ首長国連邦）
- インター・プロヴィンシャル・トロフィー（英語版）（アイルランド）
- スーパースマッシュ（英語版）（ニュージーランド）

## サッカー（アソシエーションフットボール）
- Jリーグ（日本）
- プレミアリーグ（イングランド）
- ブンデスリーガ（ドイツ）
- リーグアン（フランス）
- ラ・リーガ（スペイン）
- セリエA（イタリア）
- MLS（アメリカ合衆国）

## バスケットボール
- B.LEAGUE（日本）
- NBA（アメリカ合衆国・カナダ）
- リーガACB（スペイン）

## バレーボール
- Vリーグ（韓国）
- 中国バレーボールリーグ（中国）
- スーパーリーガ（ブラジル）
- セリエA (バレーボール)（イタリア）
- リーグ・デュ・フランス（フランス）
- プレミア・バレーボール・リーグ（アメリカ合衆国）
- ロシア・バレーボール・スーパーリーグ(ロシア)

## 野球

### アジア太平洋
日本
- 日本野球機構（日本プロ野球）
  - セントラル・リーグ
  - パシフィック・リーグ
- 四国アイランドリーグplus
- ベースボール・チャレンジ・リーグ
- 関西独立リーグ
- 九州アジアリーグ

## ラグビーユニオン
- プレミアシップ（イングランド）
- トップ14（フランス）
- ユナイテッド・ラグビー・チャンピオンシップ（アイルランド、ウェールズ、スコットランド、イタリア、南アフリカ共和国）
- スーパーラグビー（ニュージーランド、オーストラリア、フィジー）

## ラグビーリーグ
- スーパーリーグ（イングランド、ウェールズ、フランス）
- ナショナルラグビーリーグ（NRL）（オーストラリア、ニュージーランド）

## 卓球
- 卓球ブンデスリーガ（ドイツ）
- 中国卓球スーパーリーグ（中国）

## その他
- インディ・レーシング・リーグ（IRL）（米国）
- カナディアン・フットボール・リーグ（CFL）（カナダ）
- ハンドボール・ブンデスリーガ（ドイツ）
- ワールドシリーズホッケー（インド）
- ホッケー・インディアリーグ（インド）